# Ouled Fadel
Ouled Fadel là một thị trấn thuộc tỉnh Batna, Algérie. Dân số thời điểm năm 2002 là 9.882 người.